# Kaiserpokal 1985
Der Kaiserpokal 1985 war die 65. Austragung des Kaiserpokals, des höchsten japanischen Fußballpokalwettbewerbs. Sieger des Wettbewerbs waren die Nissan Motors.

## Ergebnisse

### 1. Runde
|                              | Ergebnis |                                               |
| ---------------------------- | -------- | --------------------------------------------- |
| Fujita Industries            | 2:1      | Osaka University of Health and Sport Sciences |
| Tanabe Pharmaceutical        | 3:1      | Teijin                                        |
| Yanmar Diesel                | 3:0      | Cosmo Daikyo                                  |
| Matsushita Electric          | 2:3      | Mitsubishi Heavy Industries                   |
| Yamaha Motors                | 2:0      | Chūō-Universität                              |
| Nissei Plastic Industrial    | 1:3      | All Nippon Airways                            |
| Kokushikan-Universität       | 2:3      | Toyota Motors                                 |
| Toshiba                      | 1:2      | Honda Motors                                  |
| Nippon Kokan                 | 3:0      | Universität Tsukuba                           |
| Universität Sapporo          | 0:2      | Toho Titanium                                 |
| Hitachi                      | 6:0      | Fukushima FC                                  |
| Niigata Eleven               | 0:6      | Nissan Motors                                 |
| Yomiuri                      | 3:0      | Seino Transportation                          |
| Mazda                        | 1:0      | Sumitomo Metals                               |
| Dōshisha-Universität         | 0:2      | Nippon Steel                                  |
| Mitsubishi Chemical Kurosaki | 0:9      | Furukawa Electric                             |

### Achtelfinale
|                   | Ergebnis |                             |
| ----------------- | -------- | --------------------------- |
| Fujita Industries | 1:0      | Tanabe Pharmaceutical       |
| Yanmar Diesel     | 0:1      | Mitsubishi Heavy Industries |
| Yamaha Motors     | 1:0      | All Nippon Airways          |
| Toyota Motors     | 2:1      | Honda Motors                |
| Nippon Kokan      | 3:1      | Toho Titanium               |
| Hitachi           | 1:2      | Nissan Motors               |
| Yomiuri           | 0:1      | Mazda                       |
| Nippon Steel      | 0:2      | Furukawa Electric           |

### Viertelfinale
|                   | Ergebnis        |                             |
| ----------------- | --------------- | --------------------------- |
| Fujita Industries | 2:0             | Mitsubishi Heavy Industries |
| Yamaha Motors     | 1:2             | Toyota Motors               |
| Nippon Kokan      | 2:2 (2:3 i. E.) | Nissan Motors               |
| Mazda             | 2:1             | Furukawa Electric           |

### Halbfinale
|                   | Ergebnis |               |
| ----------------- | -------- | ------------- |
| Fujita Industries | 2:0      | Toyota Motors |
| Nissan Motors     | 5:0      | Mazda         |

### Finale
|                   | Ergebnis |               |
| ----------------- | -------- | ------------- |
| Fujita Industries | 0:2      | Nissan Motors |